# Oum El Bouaghi
Oum El Bouaghi (arabiska أم البواقي) är en stad och kommun i nordöstra Algeriet och är administrativ huvudort för en provins med samma namn. Folkmängden i kommunen uppgick till 80 359 invånare vid folkräkningen 2008, varav 67 201 invånare bodde i centralorten.